# Ginásio Gavino Virdes
O Ginásio Gavino Virdes mais conhecido como Cava do Bosque é um ginásio poliesportivo localizado em Ribeirão Preto, no Estado de São Paulo. è o principal equipamento do complexo Esportivo “Elba de Pádua Lima”.

## História
O ginásio foi construído durante o primeiro mandato do prefeito Coronel Alfredo Condeixa Filho (1952/1955) para realização dos Jogos Abertos do Interior, com capacidade de 3.500 pessoas sentadas, quatro vestiários, sistema de som, placar eletrônico, além de tribuna de autoridades e de imprensa. 
Foi inaugurado o dia 13 de outubro de 1952, com a presença do então governador Lucas Nogueira Garcez. O nome Gavino Virdes é uma homenagem ao jornalista e vereador que muito batalhou pela construção do ginásio.

### Localização - Região Central
- Endereço: Rua Camilo de Mattos, 627 (Campos Elísios) – Ribeirão Preto–SP
- Dias Úteis: das 8h às 18h
- Estacionamento: Grátis

## Eventos
O ginásio tornou-se palco de grandes eventos nacionais e internacionais, tais como: 
- Grandes shows com cantores brasileiros como Roberto Carlos, Djavan, Milton Nascimento e Alceu Valença
- Blues Festival
- Circo Acrobático Chinês
- Holiday on Ice de Patinação
- Festival SESC Mobil de Ginástica e Dança

## Principais eventos esportivos sediados
- Em 1952 - Jogos Abertos do Interior
- Encontro de vôlei Brasil x Portugal,
- Mundialito e Sul Americano de Vôlei
- 1° Torneio Brasileiros x Estrangeiros de Basquete
- Jogos dos Harlem Globetrotters
- Final dos Campeonatos Brasileiro de Vôlei e Basquete
- Campeonato Brasileiro de Aeróbica
- Estadual de Judô e Natação